# Echinisis armata
Echinisis armata is een zachte koraalsoort uit de familie Isididae. De koraalsoort komt uit het geslacht Echinisis. Echinisis armata werd in 1912 voor het eerst wetenschappelijk beschreven door Kükenthal. 